# Биско
Биско (хорв. Bisko) — деревня в Хорватии. Расположена в Загоре, в 256 километрах к югу от Загреба и в 5 километрах к юго-западу от Триля. Относится к городу Трилю в жупании Сплитско-Далматинска. Население 395 жителей по переписи 2011 года. Население преимущественно занято в сельском хозяйстве.
Через Биско проходит дорога государственного значения D62, в километре к юго-западу проходит автомагистраль А1, часть европейского маршрута E65.
В Биско находится приход Архангела Михаила, относящийся к Клисскому деканату архиепархии Сплит-Макарска Католической церкви.

## История
Впервые упоминается в 1322 году во время противостояния бана Славонии Ивана Бабонича и бана Хорватии Младена II Шубича.
Во время османского владычества относилась к Клисскому санджаку. В ходе турецко-венецианской войны 1684—1699 годов после захвата Синя в 1686 году отошла к Венеции и относилась к провинции с центром в Сине. Синский край был заселён жителями Рамы, Ливно и Дувно. Также сюда бежали жители Бишче и Польицы.

## Население
| Год  | Население, человек |
| ---- | ------------------ |
| 1857 | 474                |
| 1869 | 458                |
| 1880 | 475                |
| 1890 | 517                |
| 1900 | 605                |
| 1910 | 610                |
| 1921 | 586                |
| 1931 | 627                |
| 1948 | 587                |
| 1953 | 604                |
| 1961 | 564                |
| 1971 | 578                |
| 1981 | 514                |
| 1991 | 509                |
| 2001 | 470                |
| 2011 | ↘ 395              |